# Schweres Werfer-Regiment 2
Le schweres Werfer-Regiment 2 est un régiment lourd autonome allemand de lance-roquettes au cours de la Seconde Guerre mondiale qui met en œuvre des Nebelwerfer.

## Historique
Un premier schweres Werfer-Regiment 2 est mis sur pied le 1er avril 1942. Il combat dans le secteur sud du Front de l'Est et participe à l'offensive allemande dans la boucle du Don et à la bataille de Stalingrad où il est détruit.
Un second schweres Werfer-Regiment 2 est reconstitué le 6 mars 1943.

### Articles
- Alain Verwicht, Panzer-Armeeoberkommando 4 : Nebeltruppen, in Panzer voran ! no 34, à compte d'auteur, 2007